# ベルニ・ロドリゲス
ベルニ・ロドリゲス（Berni Rodríguez）ことベルナルド・ロドリゲス・アリアス（Bernardo Rodríguez Arias、1980年6月7日 - ）は、スペインのプロバスケットボール選手。スペイン男子プロバスケットボールリーグ1部リーガACBのCBマラガ所属。マラガ県マラガ出身。ポジションはシューティングガード。197cm,93kg。

## 来歴
バロンセスト・マラガの下部組織から1998年にトップチーム昇格。
2001年にヤングメン世界選手権にヤングメンスペイン代表、キリンカップにB代表として来日した。同年11月21日の対ルーマニア戦でA代表デビュー。
日本で開催された2006年世界選手権の代表にも選ばれ、優勝に貢献した。
2008年北京オリンピックでも銀メダルを獲得した。